# Marinus Thomas Mijnlieff
Marinus Thomas Mijnlieff (Den Haag, 21 augustus 1902 – 10 september 1975) was een Nederlands politicus.
Hij werd geboren als zoon van Marinus Thomas Mijnlieff (1875-1953, surnumerair bij de registratie van domeinen) en Catharina Margaretha Beelaerts van Emmichoven (1876-1915). M.Th. Mijnlieff jr. is afgestudeerd in de rechten aan de Rijksuniversiteit Utrecht en daarna vestigde hij zich als advocaat in Dordrecht. Daarnaast was hij penningmeester-secretaris bij het waterschap 'Vier Polders' en rechter-plaatsvervanger bij de arrondissementsrechtbank in Dordrecht. In 1938 werd Mijnlieff benoemd tot burgemeester van Anna Paulowna. Uit vrees voor de Duitse bezetters dook hij kort voor de bevrijding onder en in mei 1945 werd J.A.E. Buiskool waarnemend burgemeester van Schagen en Anna Paulowna. Na geschorst te zijn geweest werd Mijnlieff later dat jaar gerehabiliteerd en keerde hij terug in zijn oude functie. Rond 1945 werd hij bovendien dijkgraaf van het waterschap Anna Paulownapolder. Hij zou, afgezien van een korte onderbreking, 29 jaar burgemeester blijven en ging in september 1967 met pensioen. Mijnlieff overleed in 1975 op 73-jarige leeftijd. In Anna Paulowna is de Burgemeester Mijnlieffstraat naar hem vernoemd.